# Porbandar Airport
Porbandar Airport är en flygplats i Indien.   Den ligger i distriktet Porbandar och delstaten Gujarat, i den västra delen av landet, 1 100 km sydväst om huvudstaden New Delhi. Porbandar Airport ligger 7 meter över havet.
Terrängen runt Porbandar Airport är platt. Havet är nära Porbandar Airport åt sydväst. Runt Porbandar Airport är det tätbefolkat, med 427 invånare per kvadratkilometer. Närmaste större samhälle är Porbandar, 5,0 km väster om Porbandar Airport. Trakten runt Porbandar Airport består till största delen av jordbruksmark.